# Jackson (Ohio)
Jackson es una ciudad situada en el condado de Jackson, Ohio, Estados Unidos. Tiene una población estimada, a mediados de 2022, de 6211 habitantes.
Es la sede del condado. 

## Geografía
La localidad está ubicada en las coordenadas 39°02′40″N 82°38′41″O / 39.04444, -82.64472 (39.04446, -82.644658). Según la Oficina del Censo, tiene una superficie total de 24.12 km², de los cuales 23.44 km² corresponden a tierra firme y 0.68 km² están cubiertos de agua.

## Demografía
Según el censo de 2020, en ese momento había 6252 personas residiendo en la localidad. La densidad de población era de 288.72 hab./km². El 93.09% de los habitantes eran blancos, el 0.75% eran afroamericanos, el 0.34% eran amerindios, el 0.86% eran asiáticos, el 0.59% eran de otras razas y el 4.37% eran de una mezcla de razas. Del total de la población, el 1.54% eran hispanos o latinos de cualquier raza.